# Густав Јухас
Густав Јухас (мађ. Gusztáv Juhász; Темишвар, 19. децембар 1911 — Њујорк, 20. јануар 2003) био је румунски фудбалер и тренер мађарског порекла.

## Биографија

### Играч
Као везиста, играо је осамнаест сезона у румунској и мађарској лиги, углавном у Орадеи и Букурешту.

### Румунија
Са фудбалском репрезентацијом Румуније био је члан националног тима на Светском првенству у Италији 1934.

### Тренер
Након играчке каријере, постао је тренер неколико клубова у граду у којем је рођен.

## Трофеји

### Као играч
Венус Букурешт
- Прва лига Румуније (1): 1939/40.

Орадеа
- Прва лига Мађарске (1): 1943/44.

### Као тренер
Арад
- Куп Румуније (1): 1947/48.